# 1779 в Україні

## Події
- Російська імператриця Єлизавета I видала переселенцям-християнам з Криму грамоту, якою звільняла їх від військової служби, сплати податків на 10 років і виділяла для поселення землі в районі устяки ріки Кальміус. Того ж з року в приазовські степи було переселено 219 грузинів, 161 валах, 12 598 вірменів і 31 386 греків. Греки заселили містечко Павлівськ, яке було перейменоване в Маріуполь, і створили навколо нього 19 сіл (1 червня);

## Особи

### Народились
- Засядько Олександр Дмитрович (1779—1837) — інженер-артилерист РІА, генерал-лейтенант артилерії. Конструктор та фахівець з розробки ракетної зброї.
- Кайданов Яків Кузьмич (1779—1855) — український ветеринарний лікар і ветеринарний фармаколог, один з організаторів вищої ветеринарної освіти в Російській імперії, дійсний статський радник.
- Лакерда Антон Пилипович (1779—1857) — київський купець 1-ї гільдії, ратсгер, бургомістр Києва у 1820, 1829—1831 роках.
- Йоасаф Мохов — педагог, церковний діяч, останній ректор старої Києво-Могилянської академії (1814—1817).
- Микола Нападієвич (1779—1845) — український правник, декан і ректор Львівського університету, почесний громадянин Львова.
- Чайковський Ян Олександрович (1779—1869) — польський лікар вірменського походження, доктор медицини.
- Фердинанд Штехер (1779—1857) — професор і ректор Львівського університету (1819—1820).

### Померли
- Кочубей Семен Васильович (1725—1779) — Генеральний обозний за правління гетьмана Кирила Розумовського (1751—1764 рр.) та Другої Малоросійської колегії (з листопада 1764 до грудня 1779 рр.) під час Глухівського періоду в історії України, Ніжинський полковник (1746—1751 рр.), бунчуковий товариш, генерал-майор (1764 р.), таємний радник (1776).
- Слюзикевич Василь (1700—1779) — василіянин, професор філософії і богослів'я для василіянських богословів у Лаврові.
- Кирило І Флоринський (1729—1779) — єпископ Севський і Брянський Відомства православного сповідання Російської імперії, архімандрит Новоторзького Борисоглібського монастиря на Московщині.
- Лев (Шептицький) (1717—1779) — український церковний діяч, митрополит Київський, Галицький та всієї Руси УГКЦ.

## Засновані, створені
- Велика Новосілка
- Верхньодніпровськ
- Горлівка
- Знаменівка (Самарівський район)
- Москаленки (Обухівський район)
- Павлоград
- Петро-Свистунове (Запорізький район)
- Подільськ
- Покровське (Синельниківський район)
- Скосогорівка
- Старобешеве
- Старомлинівка
- Улакли
- Урзуф
- Чермалик
- Куп'янський повіт
- Церква Богоявлення Господнього (с. Ракова)
- Церква святого Архістратига Михаїла (Устечко)
- Собор Непорочного Зачаття Пресвятої Богородиці (Тернопіль)
- Миколаївський Лебединський жіночий монастир